# Wolf Feller
Wolf Feller (eigentlich Wolfgang Feller; * 1. September 1930 in München; † 3. Februar 2014 in Grünwald) war ein deutscher Journalist.

## Leben
Wolf(gang) Feller arbeitete von 1954 bis 1969 als freier Journalist und Redakteur im Wirtschaftsfunk des Bayerischen Rundfunks und seit 1965 nebenbei auch in der Wirtschaftsredaktion Fernsehen. Ab 1970 wurde Feller stellvertretender Programmbereichsleiter für Politik und Tagesgeschehen. Ab 1977 leitete Feller das BR-Auslandsstudio Rom und war ARD-Auslandskorrespondent Fernsehen für Italien, den Vatikan, Malta und Griechenland. In Rom geriet er in einen Konflikt mit der dort tätigen Auslandskorrespondentin Franca Magnani, der in einen Gerichtsprozess mündete, den diese schließlich 1991 gewann. Ab 1982 leitete er den Programmbereich Bayern Information. Zwischen 1987 und 1995 war Feller Fernsehdirektor des Bayerischen Rundfunks. Während seiner Zeit beim Rundfunk galt Wolf Feller als „strammer ‚CSU-Soldat‘ … und als solcher wiederum ein loyaler Strauß-Anhänger“.

## Auszeichnungen
- Cavaliere Ufficiale dell’Ordine al Merito della Repubblica Italiana durch den Präsidenten der Republik Italien, Sandro Pertini (1985)
- Verdienstkreuz I. Klasse des Verdienstordens der Bundesrepublik Deutschland (1986)
- Komtur des päpstlichen Gregoriusordens durch Papst Johannes Paul II. (1990)
- Großes Silbernes Ehrenzeichen für Verdienste um die Republik Österreich (1990)[3]
- Bayerischer Verdienstorden